# Rememberings
Rememberings es una memoria de Sinéad O'Connor publicada el 1 de junio de 2021 por Sandycove, una editorial de Penguin Books.

## Historia
O'Connor comenzó a escribir el libro en enero de 2015.  En agosto de ese año, se sometió a una histerectomía, a la que siguió una crisis nerviosa y una larga recuperación, dejándola «incapaz de recordar mucho de lo que sucedió antes». También atribuyó la pérdida de memoria al consumo excesivo de cannabis. O'Connor volvió a escribir después de un paréntesis de algunos años, y el lanzamiento del libro se anunció en diciembre de 2020.  Las memorias están dedicadas principalmente a «todo el personal y los pacientes del Hospital Universitario de St Patrick, Dublín».

## Recepción de la crítica
Las memorias recibieron críticas favorables. The Independent lo incluyó en su lista de Libros del mes, diciendo que Rememberings era «un relato fascinante de una celebridad moderna y un relato profundamente sincero de su propia vida de “descarrilamiento”», y agregó que O'Connor aborda «las sombrías verdades del sexo y poder en el mundo moderno». The Christian Century opinó que «Rememberings la revela como una narradora talentosa, así como una contraria de corazón tierno con una habilidad especial para meter el dedo en los ojos de los poderosos». Escribiendo para RTÉ, Sinéad Crowley elogió el «estilo maravillosamente directo» del libro. El libro también fue descrito como «excepcionalmente agudo, perspicaz, (...) divertido»,  «Inspirador, liberador, hilarante y fascinante,  y como monumento a alguien que lo hizo a su manera».

## Desempeño comercial
El libro debutó en el número uno en la lista de los más vendidos de Irlanda, vendiendo 2982 copias en la primera semana.